# Ludwig Mies van der Rohe
Ludwig Mies van der Rohe, właśc. Maria Ludwig Michael Mies (ur. 27 marca 1886 w Akwizgranie, zm. 17 sierpnia 1969 w Chicago) – niemiecki architekt modernistyczny, działający również w Stanach Zjednoczonych, czołowy przedstawiciel stylu międzynarodowego.

## Życiorys
Ludwig Mies był najmłodszym synem akwizgrańskiego kamieniarza i mistrza budowlanego, Michaela Miesa (1851–1927) oraz jego żony Amalie z domu Rohe (1843–1928). Jako dziecko pracował w rodzinnej pracowni ojca, od 1899 ucząc się w szkole rzemiosła zawodu murarza (praktykował w firmie budowlano-dekoracyjnej przerysowując ornamenty), a w 1904 praktykował w biurze architektonicznym. W 1905 wstąpił do pracowni Brunona Paula w Berlinie, a w 1908 został przyjęty do biura Petera Behrensa i pozostał w nim do 1912. W 1913 r. poślubił Adę Bruhn, z którą miał trzy córki, a od 1926 do jej śmierci w 1951 r. pozostawał w separacji. Pod wpływem Behrensa Mies wypracował styl łączący zaawansowane możliwości techniczne z klasycyzmem w duchu Karla Friedricha Schinkla. Pewien wpływ wywarły na niego również przekonania artystyczne rosyjskich konstruktywistów oraz holenderskiej grupy De Stijl.
Przełomem w karierze Miesa było opublikowanie szkiców wieżowca na trójkątnej działce przy Friedrichstraße w Berlinie. Kolejne publikowane radykalnie modernistyczne projekty, w tym betonowego biurowca oraz ceglanej i betonowej willi, choć niezrealizowane, przez dłuższy czas ustalały standardy nowoczesnego projektowania.

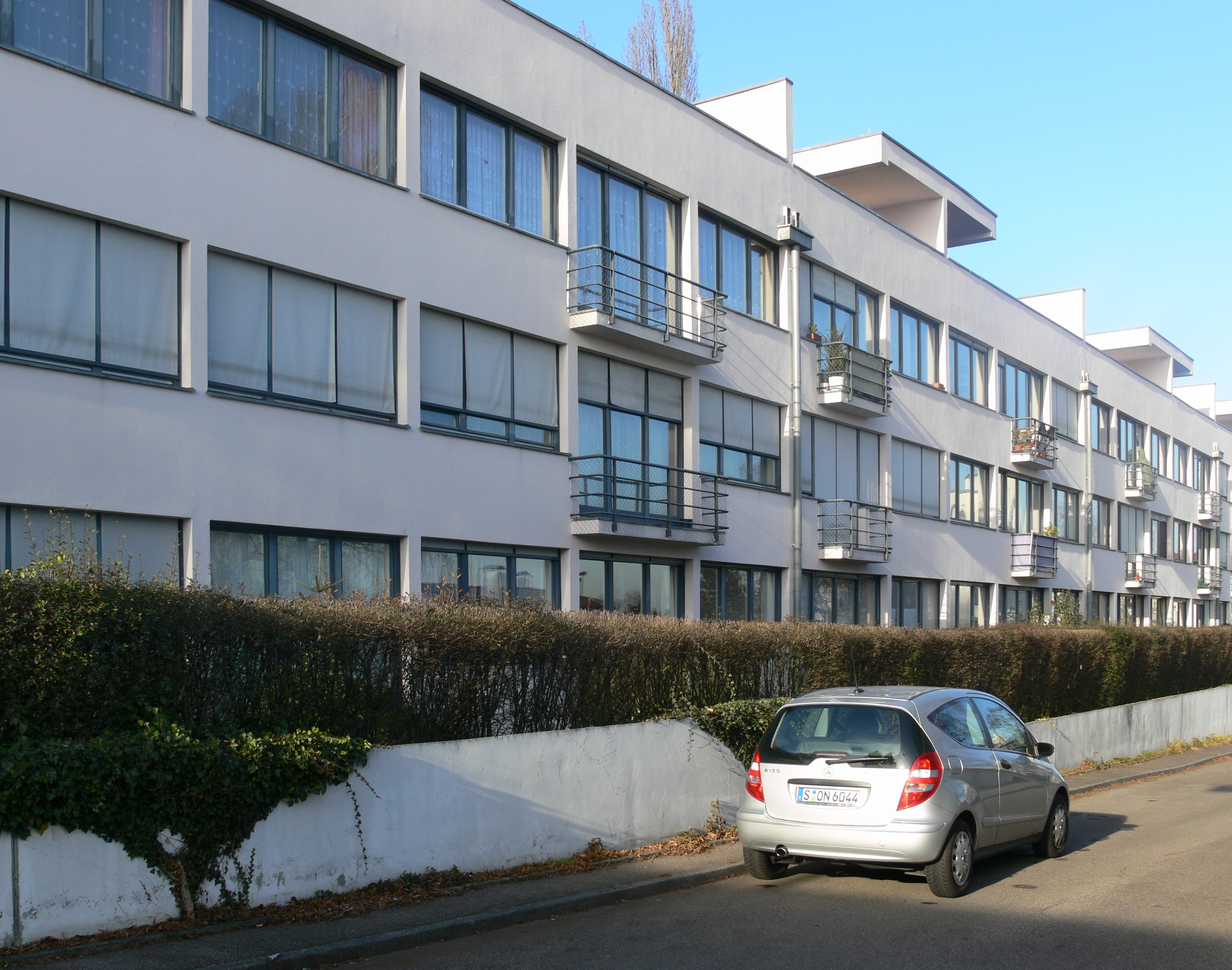
Blok mieszkalny na wystawie w Stuttgarcie-Weißenhof

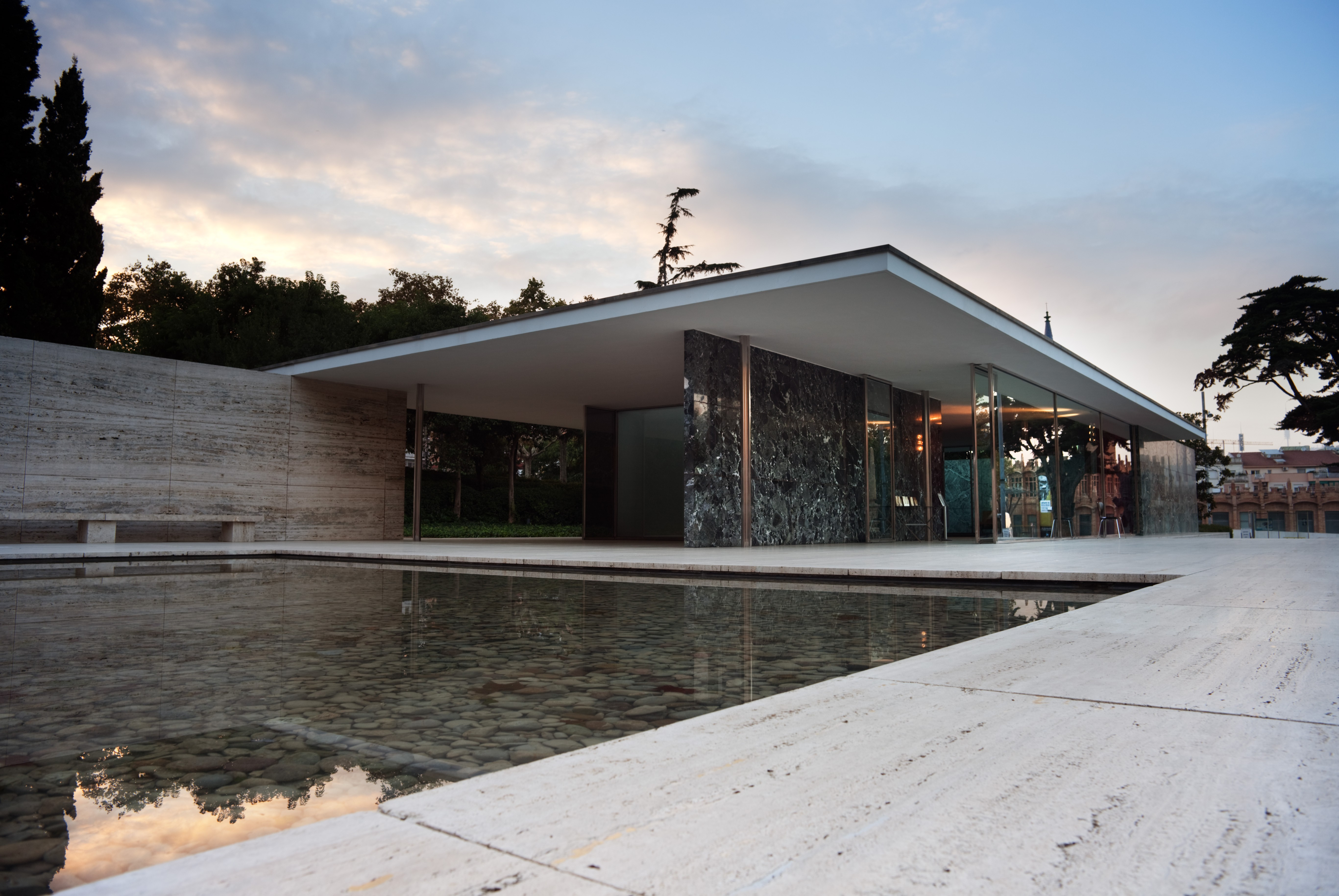
Pawilon wystawowy w Barcelonie (rekonstrukcja)

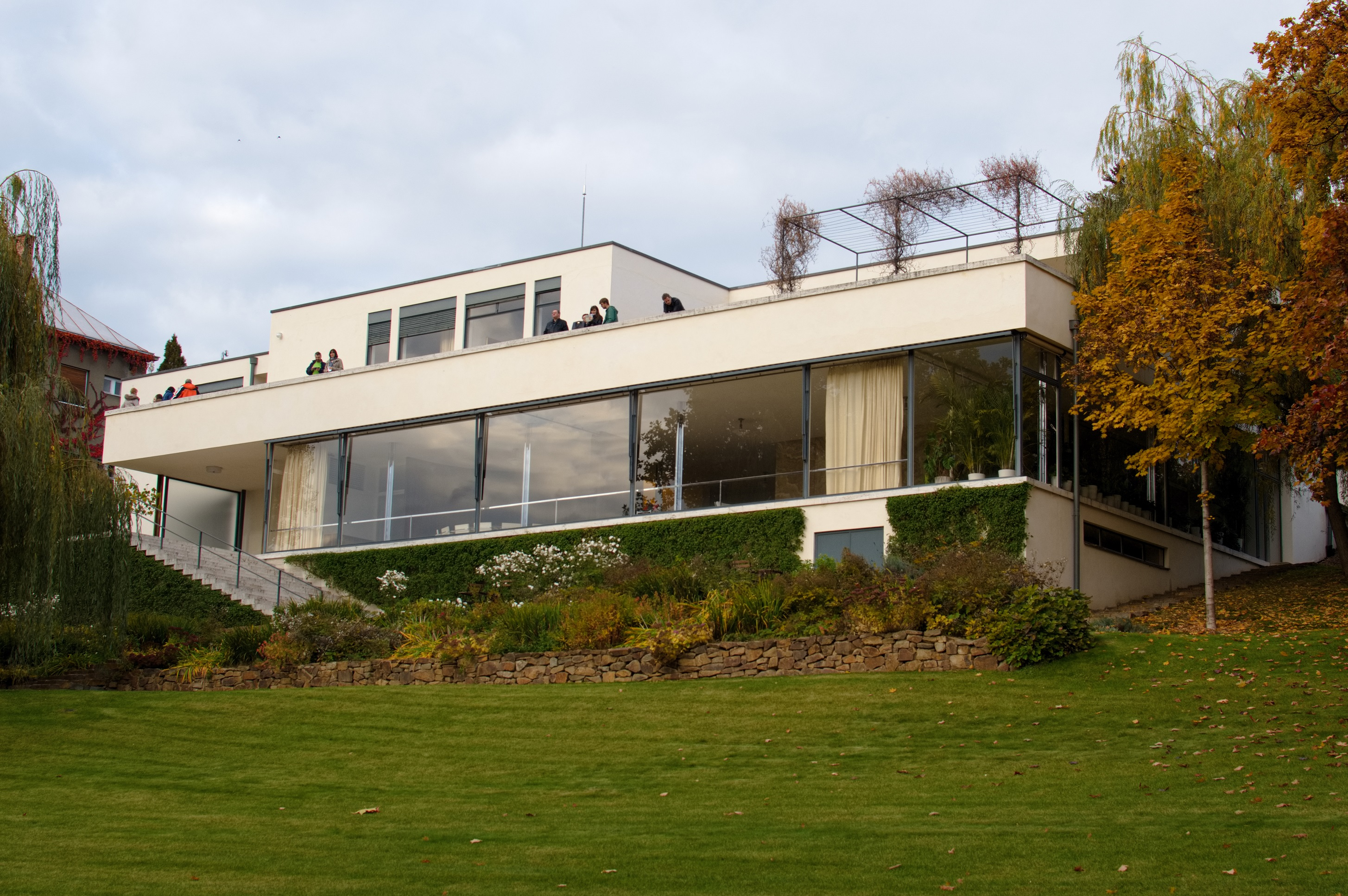
Willa Tugendhatów w Brnie

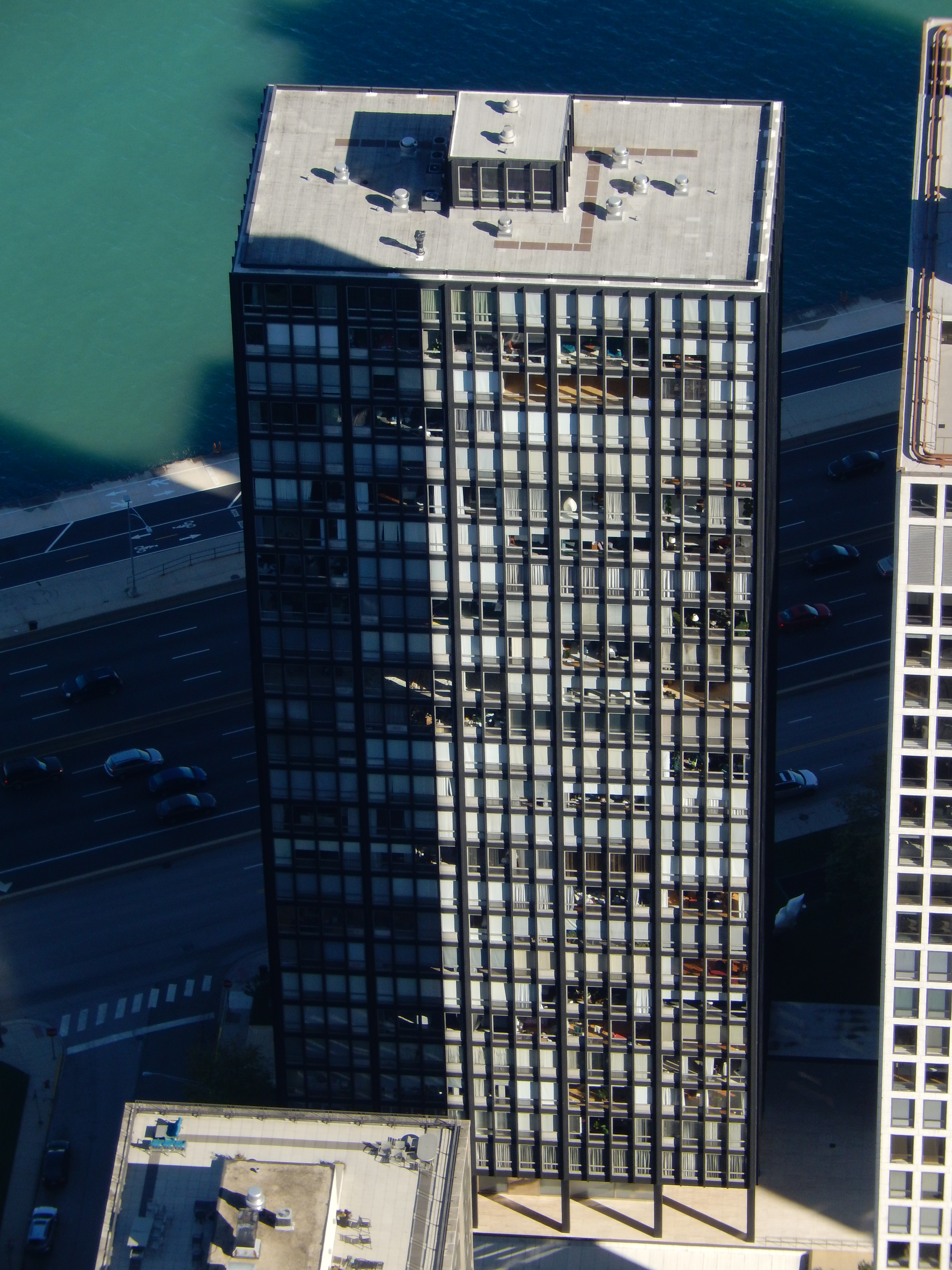
Apartamentowce 860-880 Lake Shore Drive w Chicago. Przykład pierwszego całkowicie przeszklonego budynku mieszkalnego w USA.

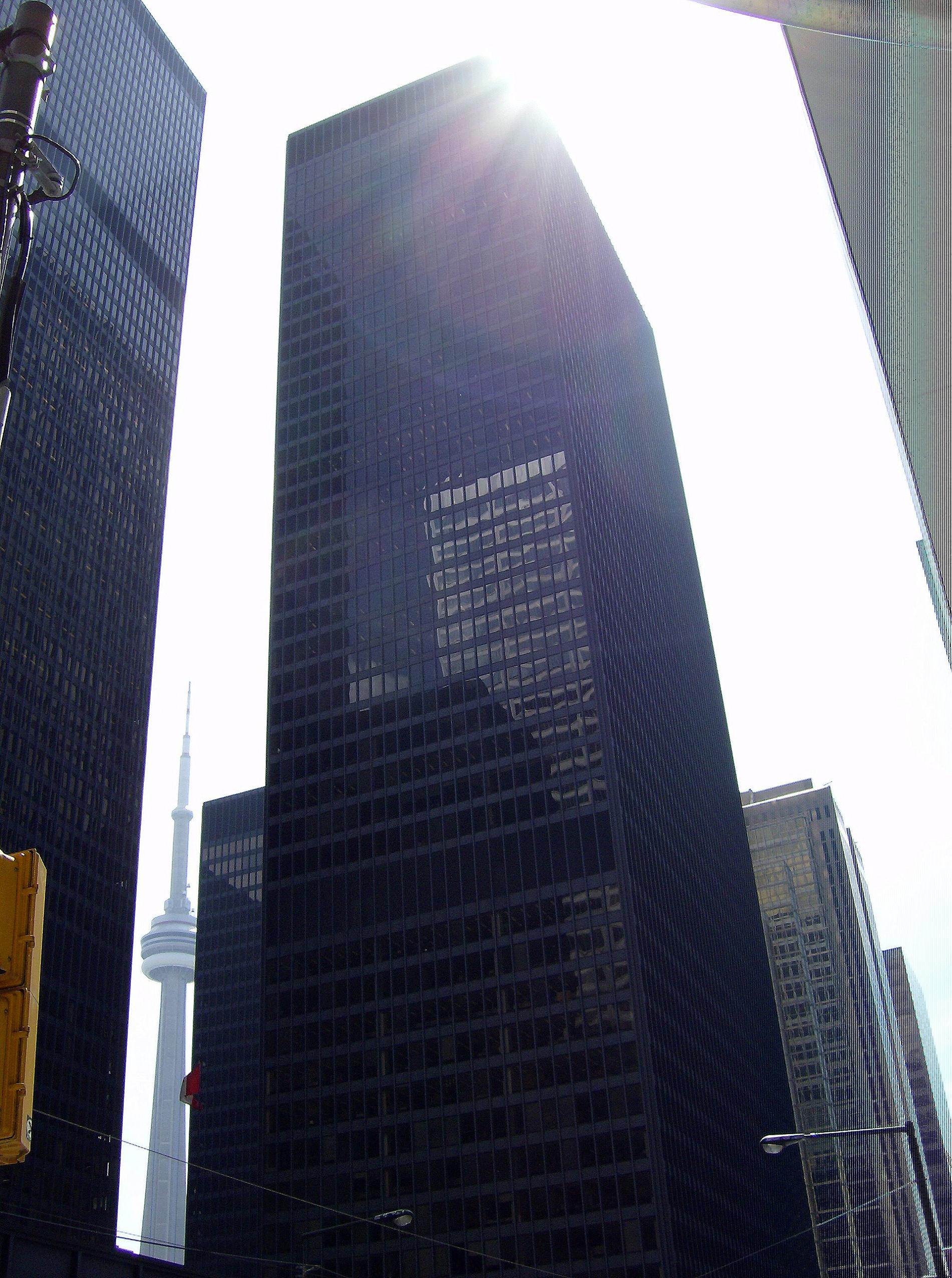
Dominion Centre w Toronto

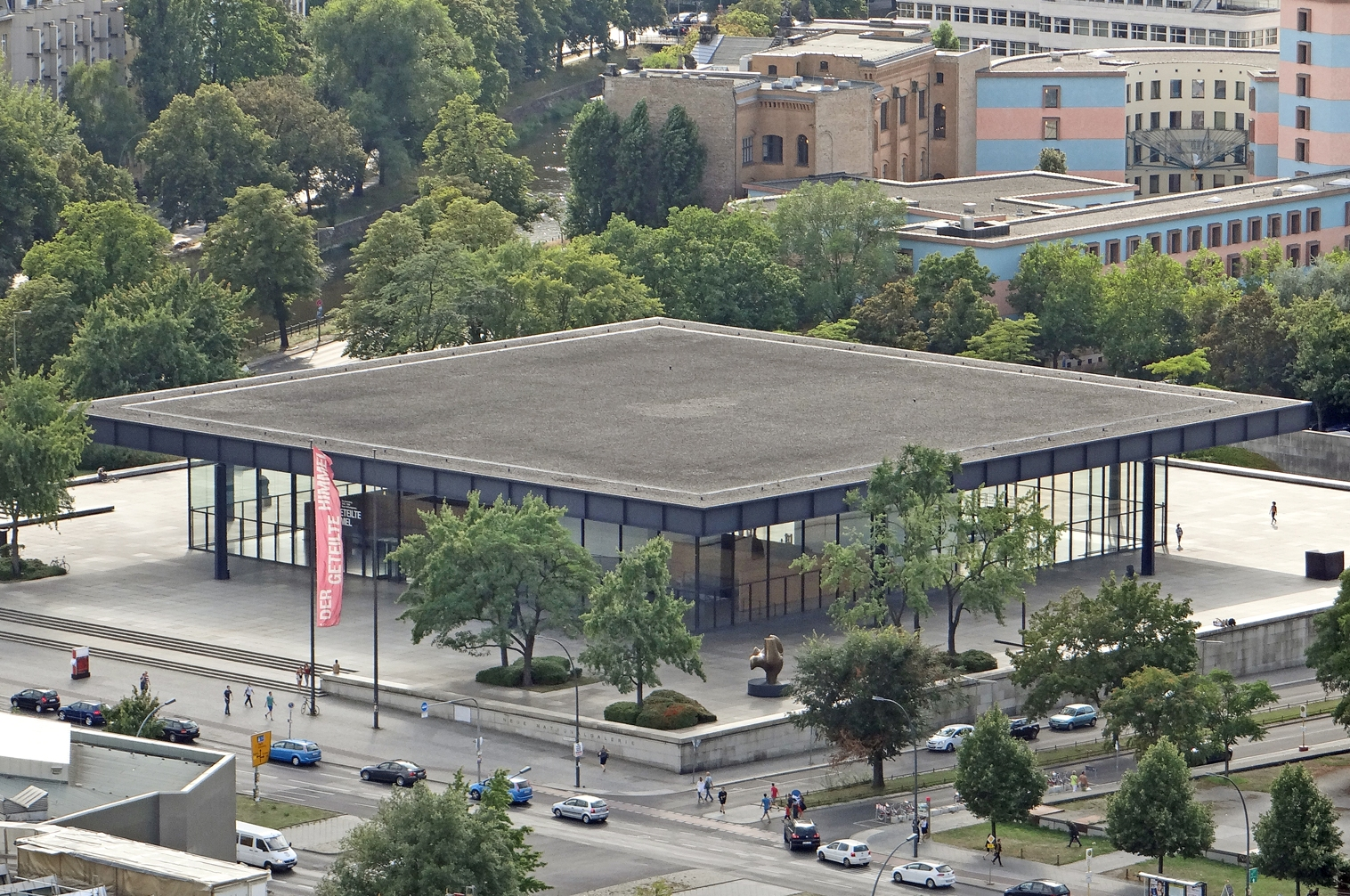
Nowa Galeria Narodowa w Berlinie

Od 1923 r. Mies współpracował przy wydawaniu pisma „G” (skrót od niem. „Gestaltung”). Jako dyrektor artystyczny Werkbundu zorganizował wystawę tej grupy w osiedlu Weißenhof w Stuttgarcie, a w latach 1930–1932 był dyrektorem Bauhausu. Poza tym zaprojektował kilkanaście domów prywatnych. W 1927 r. zaprojektował równolegle ze Stamem i Breuerem krzesło zawieszone, zaś w dwa lata później tzw. krzesło barcelońskie. Od połowy lat 20. Mies rozpoczął współpracę z projektantką form przemysłowych i wnętrz Lilly Reich, która stała się również jego partnerką życiową.
W roku 1937, widząc brak zainteresowania swoją architekturą w Niemczech pod rządami nazistów, wyjechał do Stanów Zjednoczonych, aby zaprojektować dom jednorodzinny dla rodziny Resor (ostatecznie niezrealizowany). Po krótkim pobycie w Niemczech w kolejnym roku, związanym z uregulowaniem spraw zawodowych (m.in. potwierdzenie patentów na meble, stanowiących główne źródło utrzymania), osiadł w USA na stałe. Współpracował z reaktywowanym tam Bauhausem. W Ameryce Mies zamieszkał w Chicago, gdzie zaproponowano mu stanowisko kierownika Szkoły Architektury w Armour School of Technology (późniejszego Illinois Institute of Technology – IIT). Zgodził się objąć to stanowisko pod warunkiem całkowitej swobody w projektowaniu kampusu uczelni. Powstały tam niektóre z jego najsłynniejszych budynków, włączając w to Crown Hall, siedzibę Szkoły Architektury IIT.
W 1944 r. Mies uzyskał amerykańskie obywatelstwo. W 1963 r. prezydent Kennedy uhonorował go Medalem Wolności.
Zmarł 17 sierpnia 1969 roku w Chicagowskim Wesley Memorial Hospital, przeżywszy 83 lata. Pozostawił dwie córki, pięciu wnuków i sześciu prawnuków.

## Cechy architektury
Mies jest znany z aforyzmów „mniej znaczy więcej”, a także „Bóg jest ukryty w szczegółach”, w których zawarł swoje najważniejsze poglądy na architekturę. Stał się ojcem duchowym architektury minimalizmu i brutalizmu. Dążył do stworzenia neutralnej przestrzeni za pomocą architektury opierającej się na uczciwości wobec materiału i strukturalnej jedności. W ciągu ostatnich dwunastu lat życia Mies doszedł do wizji monumentalnej architektury „skóry i szkieletu”. Jego późne dzieła stanowią znakomite podsumowanie życia poświęconemu idei uniwersalnej, wyrafinowanej w swej prostocie architektury. W urbanistyce proponował oparcie się o swobodną kompozycję, opartą jednak na rygorystycznym rastrze i klasycznie wyważonych proporcjach.
Mies zaprojektował i zrealizował wiele nowoczesnych wieżowców, głównie w Chicago, które stały się pierwowzorami dzisiejszych drapaczy chmur. Warto wśród nich wymienić budynki mieszkalne przy Lake Shore Drive 860-880 (1948–1952, pierwsze budynki zrealizowane w technice przeszklonego stalowego szkieletu) oraz Seagram Building w Nowym Jorku (1954–58, we współpracy z Philipem Johnsonem). Wszystkie mieszkania w apartamentowcu przy Lake Shore Drive 860-880 są całkowicie przeszklone jako pierwsze w USA i nie stanowi to żadnego problemu w mroźne chicagowskie zimy dzięki sprawnej klimatyzacji i centralnemu ogrzewaniu, a także zapewniona jest prywatność dzięki klasycznym zasłonom. Okna można uchylać aby zapewnić dostęp do naturalnego powietrza latem.

## Główne dzieła
- willa Riehla w Neubabelsbergu koło Berlina, 1907 – zwana Klösterli (mały klasztor), dom z dwuspadowym dachem na krawędzi stoku, umocnionej wydatnym murem
- willa Perlsa w Zehlendorfie (ob. dzielnica Berlina), 1911
- projekt domu pani Kröller w Hadze 1912 – niezrealizowany, wykonano prawdopodobnie drewnianą makietę w skali naturalnej pokrytą płótnem
- projekt wieżowca ze stali i szkła, 1919 – niezrealizowany projekt stworzony na konkurs dla trójkątnej działki koło dworca kolejowego przy Friedrichstraße w Berlinie
- projekt szklanego drapacza chmur, 1920–1921 (niezrealizowany)
- projekt żelbetowego biurowca, 1922 (niezrealizowany)
- projekt willi z cegły, 1923 (niezrealizowany)
- projekt willi z betonu, 1924 (niezrealizowany)
- dom Wolfów w Gubinie, 1926 (zburzony) – willa fabrykanta Ericha Wolfa. Do dziś zachowały się jedynie fragmenty muru oporowego na skarpie, na której była zlokalizowana. Miejsce, w którym stała, przyciąga do Gubina młodych architektów z Polski, Niemiec i Stanów Zjednoczonych, inspirujących się dziełami Miesa van der Rohe, widzących w nich piękno całości, równowagę formy i czystość proporcji. W lipcu 2001 odbyła się w Muzeum Sztuki Współczesnej w Nowym Jorku wystawa wszystkich projektów Miesa. Zaprezentowana tam gubińska willa spotkała się ze sporym zainteresowaniem w USA, co stwarza nadzieję na dalszy rozwój „Projektu Willi Wolfa”, będący jednym z najważniejszych w koncepcji tworzenia „Euromiasta Gubin – Guben”.
- pomnik Karla Liebknechta i Róży Luksemburg w Berlinie 1926 (zburzony przez nazistów)
- blok mieszkalny na osiedlu Weißenhof w Stuttgarcie i projekt urbanistyczny osiedla, 1927
- dom Estersa w Krefeld, 1928
- dom Langego w Krefeld, 1928
- pawilon niemiecki na wystawie międzynarodowej w Barcelonie, 1929, zrekonstruowany w 1986
- dom Tugendhatów w Brnie, 1930
- dom dla kawalera na berlińskiej wystawie budowlanej, 1931 (z Lilly Reich, rozebrany)
- projekty domów atrialnych (lata 30. XX wieku)
- dom Lemke w Berlinie, 1932
- projekt domu Resorów w Jackson Hole, 1937–1941 (niezrealizowany)
- Promontory Apartments w Chicago 1949
- budynki campusu IIT w Chicago 1943–1956, w tym Crown Hall (1950–1956)
- dom pani Farnsworth w Plano (Illinois), 1945–1950
- projekt konkursowy Teatru Narodowego w Mannheim, 1953 (niezrealizowany)
- budynki mieszkalne przy Lake Shore Drive 860-880 w Chicago, 1948–1952
- budynek Cullinan Hall w Museum of Fine Arts w Houston, 1954
- Seagram Building w Nowym Jorku 1954–1958 (z Philipem Johnsonem)
- budynek Muzeum XX wieku (obecnie Neue Nationalgalerie) w Berlinie 1962–1968
- Toronto-Dominion Centre w Toronto, 1963–1969 – zespół trzech budynków biurowych z publicznym placem i centrum handlowym (mall) w podziemiu
- Westmount Square w Montrealu, 1965–1968 – podobny zespół złożony z trzech wieżowców i pawilonu
- biurowiec IBM w Chicago 1967 – wolno stojący, w symetrycznej kompozycji
- projekt budynku Commerzbank AG we Frankfurcie nad Menem, 1968
- budynek Brown Wing w Museum of Fine Arts w Houston; projekt: 1965–1968, ukończony: 1974